# Левченки (рід)
Левченки (пол. Łewczenko, рос. Левченки) — український старшинський, пізніше дворянський рід.

## Походження
Нащадки Івана Левченка (XVII ст.).

## Опис герба
Щит: на красному полі білий гриф. Нашоломник. Гриф, обернутий наліво, перед яким знаходиться труба.